# Eerste steen (Jouke Kleerebezem)

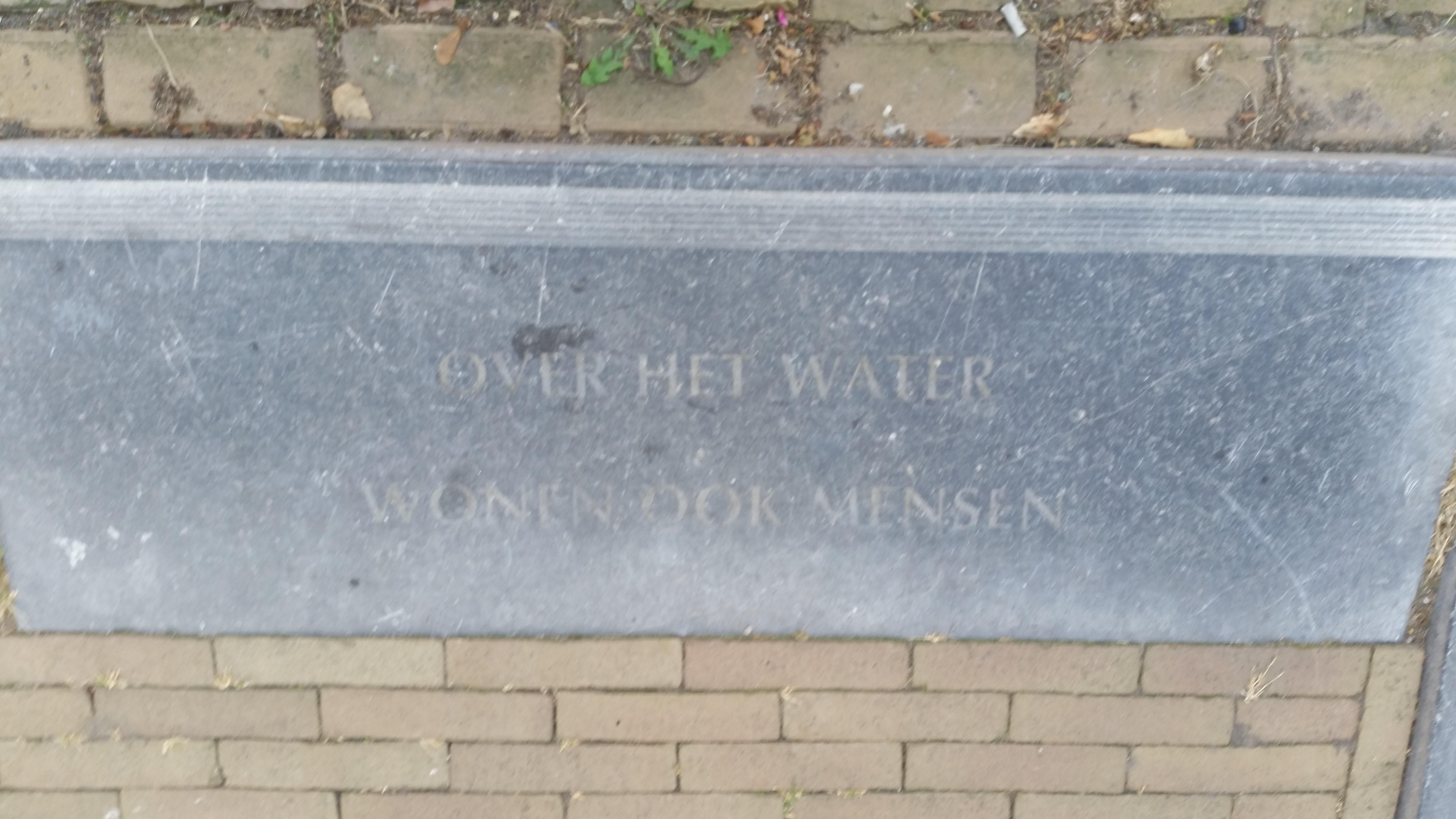
"Over het water wonen ook mensen" (augustus 2019)

Eerste steen is een artistiek kunstwerk in Amsterdam-Oost.
Bij de herinrichting van het KNSM-eiland van haven- naar woongebied werd onder andere het Albertcomplex (1989-1993) van architect Bruno Albert gerealiseerd. Dit wooncomplex werd gebouwd rond een centraal gelegen plein met ingangen aan de Levantkade en KNSM-laan. De toegang naar de Levantkade werd versierd met het open hekwerk Barcelonaplein van Narcisse Tordoir. De toegang vanaf de KNSM-laan kreeg de trap Eerste steen van dichter/kunstenaar Jouke Kleerebezem (Wassenaar, 1953).
Het kunstwerk werd in 1993 geplaatst. Het kwam er dankzij Woningbouwvereniging Het Oosten en het Amsterdams Fonds voor de Kunsten. Het bestaat uit een 'luie trap' met vijf licht hellende treden van gele klinker met hardstenen randen. De randen van de vijf traptreden bevatten teksten in vijf talen: Engels, Frans, Albanees, Marathi en Nederlands. Aan de zijkant van de trap, tussen de trap en de rolstoelhelling, staan de namen van architect, adviesbureau en woningbouwvereniging.
Teksten traptreden:
Homo is a common name to all men
Au-dela du mont il y a du monde
Qenia njerezore është e nieite me tere njerezinë
Mirov eksan ne bet sirust la seng de bet
Over het water wonen ook mensen
Tekst rolstoelhelling:
Architect Bruno Albert
Adviesbureau Heijckmann
Woningbouwvereniging Het Oosten